# Oleúde José Ribeiro
Oleúde José Ribeiro (sinh ngày 19 tháng 9 năm 1966) là một cầu thủ bóng đá người Brasil.

## Sự nghiệp câu lạc bộ
Oleúde José Ribeiro đã từng chơi cho Verdy Kawasaki.

## Thống kê câu lạc bộ

### J.League
| Đội            | Năm       | J.League | J.League | J.League Cup | J.League Cup | Tổng cộng | Tổng cộng |
| Đội            | Năm       | Trận     | Bàn      | Trận         | Bàn          | Trận      | Bàn       |
| -------------- | --------- | -------- | -------- | ------------ | ------------ | --------- | --------- |
| Verdy Kawasaki | 1994      | 18       | 0        | 0            | 0            | 18        | 0         |
| Tổng cộng      | Tổng cộng | 18       | 0        | 0            | 0            | 18        | 0         |